# Flat Rock (Michigan)
Flat Rock je město v okresech Wayne County a Monroe County ve státě Michigan ve Spojených státech amerických. V roce 2020 zde žilo 10 541 obyvatel a s celkovou rozlohou 17,3 km² byla hustota zalidnění 609,5 obyvatel na km².